# ایمپایر
ایمپایر (انگلیسی: Impire) یک بازی ویدئویی استراتژی هم‌زمان است که توسط استودیو سیاندی ساخته و به دست پارادوکس اینتراکتیو در ۱۴ فوریه ۲۰۱۳ برای رایانه‌های شخصی منتشر شد.

## بازخوردها
ایمپایر در سایت متاکریتیک نمره ۴۵ را دارد. فقط یکی از ۲۸ نقد بازی برای بازی مثبت بود.